# Vuggevise (film)
Vuggevise (russisk: Колыбельная) er en sovjetisk film fra 1937 af Dziga Vertov.